# Jenő Hubay
Jenő Hubay von Szalatna (ur. 15 września 1858 w Peszcie – obecnym Budapeszcie, zm. 12 marca 1937 tamże) – węgierski skrzypek i kompozytor. W wieku 21 lat zmienił swoje rodowe nazwisko Huber na brzmiące po węgiersku Hubay.
Pochodził z rodziny muzyków. Jego ojciec, Karl Huber (1828–1885) był profesorem gry na skrzypcach w Akademii Muzycznej i dyrygentem Teatru Miejskiego w Budapeszcie. Skomponował cztery opery i wirtuozowskie utwory skrzypcowe.
Jenő uczył się gry na skrzypcach, najpierw pod opieką ojca, w roku 1873 rozpoczął naukę w Berlinie u Josefa Joachima. Po ukończeniu nauki powrócił w 1876 do Budapesztu, gdzie zaprzyjaźnił się z Ferencem Lisztem. Za radą Liszta wyjechał w maju 1878 do Paryża, gdzie odniósł sukcesy jako skrzypek-wirtuoz. W następnych latach odbył wiele podróży koncertowych po Francji, Anglii, Belgii, Holandii i Węgrzech. W Paryżu spotkał się z Henri Vieuxtemps, który zaproponował mu objęcie stanowiska profesora w konserwatorium w Brukseli, zajmowane uprzednio przez samego Vieuxtempsa i Henryka Wieniawskiego. 
W lecie roku 1886 Hubay powrócił do Budapesztu, by na prośbę węgierskiego ministra kultury objąć stanowisko po zmarłym ojcu na Akademii Muzycznej w Budapeszcie. Od tego czasu zaniechał częstych podróży koncertowych po Europie. 
Hubay skomponował cztery koncerty skrzypcowe, z których czwarty op. 101 „Concerto all’antica“ nawiązywał do muzyki baroku, mimo romantycznej orkiestracji.
W latach 1919–1934 Hubay sprawował godność rektora Akademii Muzycznej. Do jego uczniów należeli m.in. József Szigeti i Eugene Ormandy. Założył też własny kwartet smyczkowy.
W roku 1909 został wyróżniony nadaniem godności szlacheckiej, a w roku 1913 doktoratem honoris causa Akademii Muzycznej.